# U-7号潜艇 (1935年)
U-7号（德語：U 7）是纳粹德国战争海军建造的二十艘II-B型近岸潜艇（或称U艇）之一。它由基尔的日耳曼尼亚船厂承建，于1935年6月29日下水，至同年7月18日交付使用。该艇在运用生涯的大部分时间内都被用作训练艇，但也参加了第二次世界大战，在其六次巡逻作战中，击沉1艘同盟国的商船；全损1艘中立国的商船，累计总吨位为4,524吨。1944年2月18日，U-7号在皮劳以西的波罗的海发生潜航事故后沉没，艇内29名官兵全数罹难。

## 设计
II级潜艇是从一战中德意志帝国海军的UB级和UF级近岸潜艇发展而来。其外观尺寸小，造价便宜且易于生产，在很短时间内便能造好。这款艇具在设计上吸收了为芬兰海军定制的欧洲水鼬号的优点，是非常出色的训练艇。但由于它们体积较小，在海面上容易剧烈颠簸，因此也被德国人戏称为“独木舟”（Einbaum）。尽管如此，一些II级艇在训练任务与战斗行动中表现相当出色，许多II级艇的衍生型号也相继被建造出来。
U-7号是一款用于近岸水域作战的II-B型单壳体潜艇。它可视作II-A型的加长版，附加的柴油舱增加了贮油量，航程也因此得到增加。其全长42.7米，舷宽4.08米，高8.6米，并有3.9米的吃水深度。水上和水下排水量则分别为279吨和328吨，惟官方提供的标准吨位为250吨。艇只采用两台曼海姆发动机厂（MWM）生产的六缸四冲程350匹公制馬力（260千瓦特）柴油机用于水面运行，以及两台各配备36个AFA蓄电池组的180匹公制馬力（130千瓦特）西门子-舒克特（SSW）电动发电机用于水下航行；水面最高航速12節（22每小時），水下7節（13每小時）；能够在水面以8節（15每小時）航速续航3,800海里（7,000），或以4節（7.4每小時）连续在水下航行43海里（80）而无需充电。它有两个轴和两副直径为0.85米的螺旋桨，具备在80－150米的深度运行的能力，紧急下潜需时30秒。
武器装备方面，U-7号在艇艏内置有三具管径为533毫米的鱼雷发射管，呈倒三角形布置，其中左舷一具、右舷一具、底部的中线上还有一具；它们合共配备5枚G7型鱼雷，或可携带最多12枚TMA水雷。此外，该艇还搭载有一门20毫米30式高射炮作为甲板炮。其标准船员编制为3名军官及22名水兵。

## 历史
1934年7月20日，海军造舰局正式将六艘II-B型潜艇（U-7至U-12号）的建造合同发包予基尔的日耳曼尼亚船厂。但由于违反了禁止德国拥有潜艇的《凡尔赛条约》条款，U-7号直至1935年3月11日才开始铺设龙骨，同年6月29日、即解除德国海军军备限制的《英德海军协定》生效后不久下水，至7月18日在首度担任艇长的海军上尉库尔特·弗赖瓦尔德的指挥下交付使用。完成海试后，该艇被编入驻基尔的第1“韦迪根”潜艇区舰队，充当救援艇或备用艇直至1937年。随后，它又在基尔和诺伊施塔特的U艇学校暨训练区舰队担任训练艇直至1939年9月。第二次世界大战爆发后，U-7号分别于1939年9－10月的入侵波兰期间，以及1940年3－5月的威悉演习行动都被用作前线艇。在其六次巡逻作战中，击沉1艘同盟国的商船；全损1艘中立国的商船，累计总吨位为4,524吨。从1940年7月1日起，U-7号又转配至此时已更名为第21潜艇区舰队、并改驻皮劳的训练区舰队服役。

### 第一、第二次巡逻
U-7号于1939年8月24日凌晨4:30在海军中尉维尔纳·海德尔的指挥下离开诺伊施塔特，奉命前往卡特加特海峡观察航运情况，至9月8日回到基尔。期间其艇艏水平舵于8月26日发生故障，需耗时7小时在海上修复，并于29日在基尔补给后重返巡逻。在这次波兰战役前后为期十六天的行动中没有舰船被击沉或击伤。
第二次防御性巡逻则是紧接着于十天后、即9月18日上午10:00从基尔启程，前往挪威南部海域对中立国船舶实施违禁品管制，至10月3日下午14:30回到基尔。在为期16天的这次行动中，U-7号共拦截和检查了10艘船，并击沉了其中的1艘；全损其中的1艘，容积总吨累计为4,524吨。其中，注册吨位为2,694吨、无护航的英国货轮阿肯赛德号于9月22日14:30在斯托雷马尔斯泰因岛以北约15海里（28）处遭U-7号以机枪扫射拦截。它当时装载着大约2,000吨煤炭，正从布莱斯驶往卑尔根。遇险信号发出后，船员们立即乘救生艇弃船。随后，海德尔下令发射鱼雷击沉了该船。其船长及25名船员则被挪威皇家海军鱼雷艇风暴号和岛上的灯塔看守船接走并送往卑尔根。9月29日早上7:45，容积总吨为1,830吨的中立国挪威货轮塔克斯塔斯号又在距马尔斯泰因灯塔约10海里（19）处遭U-7号以甲板炮示警截停。潜艇的登船搜查队随即检查运输文件，发现该船装载着木材正计划经安特卫普前往英国伦敦，海德尔遂给予20分钟时间让对方船员弃船登上两艘救生艇。至8:55，U-7号发射了一枚鱼雷，击中塔克斯塔斯号的右舷舯部，但由于货物是木材，它仍可维持漂浮。德国人继而绕着该船持续用20毫米炮向船舶载重线射击，直到一架挪威飞机出现迫使他们下潜。数小时后，一艘挪威拖船试图将塔克斯塔斯号拖走，但后者断成两截，艏部沉没，惟载有大部分货物的船艉可以被打捞出来。

### 第三至第六次巡逻
海军上尉卡尔·施罗特指挥了U-7号在1940年的第三至第六次巡逻。其中第三次是于1940年3月3日上午10:43离开威廉港，被派往挪威南部附近海域巡逻，对中立船舶实施违禁品管制。但该艇于3月6日便被召回，以应对即将到来的威悉演习行动，遂于8日下午16:25分返回威廉港。在这次为期六天、水面行程580海里（1,070）、水下行程80海里（150）的行动中，U-7号未能取得任何战功。在随后从3月14日至19日执行的第四次巡逻中，该艇奉命在丹麦以西的北海打击敌方潜艇，同样一无所获。
在第五次巡逻中，U-7号与U-10号共同组成第九潜艇集群（设得兰-奥克尼战区）参与德国入侵丹麦和挪威的威悉演习行动，并于1940年4月3日中午13:00从威廉港出发，至4月21日下午17:00返回基尔，行程约1,500海里（2,800）。4月11日，该艇派出登陆部队占领了挪威的马尔斯泰因灯塔，继而于14日在卑尔根从供应母舰卡尔·彼得斯号获得补给。U-7号在这次为期21天的行动中没有击沉或击伤任何船舶。此后，它在荷兰沿岸巡逻，以支援德国入侵低地国家。在几次袭击未果后，该艇耗尽了鱼雷，并于5月15日进入威廉港进行补给。第二天重新启航执行第六次巡逻，却于5月17日在北海因曲轴断裂而不得不中止行动。U-7号在黑尔戈兰岛靠岸，于5月18日被拖回威廉港。

### 沉没
1944年2月18日，该艇在执行训练任务期间于皮劳以西的波罗的海水域发生潜航事故后沉没。它于上午9:30下潜，并未在预定的上午11:00浮出水面。据推测，该艇可能在水深108米处遭海水侵入。失事地点大致位于54°52′N 19°29′E / 54.867°N 19.483°E，即编号为AO-8583号海军网格处。这是一次全损，艇内29名官兵全数罹难。

## 袭击历史摘要
| 日期          | 船名         | 船籍 | 吨位  | 结局 |
| ------------- | ------------ | ---- | ----- | ---- |
| 1939年9月22日 | 阿肯赛德号   | 英国 | 2,694 | 击沉 |
| 1939年9月29日 | 塔克斯塔斯号 | 挪威 | 1,830 | 全损 |

## 脚注
1. ↑  威廉生，第6頁.
2. ↑  威廉生，第6–7頁.
3. 1 2  Gröner 1991，第39–40頁.
4. 1 2  Helgason, Guðmundur. . German U-boats of WWII - uboat.net.   [2023-09-01]. （原始内容存档于2022-07-06）.
5. ↑  Helgason, Guðmundur. . German U-boats of WWII - uboat.net.   [2023-09-02]. （原始内容存档于2008-12-01）.
6. ↑  Helgason, Guðmundur. . German U-boats of WWII - uboat.net.   [2023-09-02]. （原始内容存档于2020-09-26）.
7. ↑  Helgason, Guðmundur. . German U-boats of WWII - uboat.net.   [2023-09-02]. （原始内容存档于2022-10-06）.
8. ↑  Helgason, Guðmundur. . German U-boats of WWII - uboat.net.   [2023-09-02]. （原始内容存档于2022-10-03）.
9. ↑  Helgason, Guðmundur. . German U-boats of WWII - uboat.net.   [2023-09-02]. （原始内容存档于2021-01-26）.
10. ↑  Helgason, Guðmundur. . German U-boats of WWII - uboat.net.   [2023-09-02]. （原始内容存档于2021-01-19）.
11. ↑  Helgason, Guðmundur. . German U-boats of WWII - uboat.net.   [2023-09-02]. （原始内容存档于2008-08-30）.
12. ↑  Helgason, Guðmundur. . German U-boats of WWII - uboat.net.   [2023-09-02]. （原始内容存档于2021-01-19）.
13. ↑  Kemp，第170頁.
14. ↑  Helgason, Guðmundur. . German U-boats of WWII - uboat.net.   [2014-10-15]. （原始内容存档于2021-09-28）.